# Элоранта, Эверт
Франс Э́верт Э́лоранта (фин. Frans Evert Eloranta, 10 октября 1879—1941?) — финский журналист и политик, один из руководителей во время гражданской войны в Финляндии — народный уполномоченный сельскохозяйственного департамента в Народном Совете Финляндии.
Элоранта работал в парламентской фракции СДПФ в 1908—1914 гг. и в 1917 г.
В 1918 г. Элоранта является одним из руководителей отрядов Красной гвардии и отправляется в Советскую Россию за помощью. После поражения красных в гражданской войне, Элоранта работает в Петрозаводске библиотекарем в 1921—1922 гг. В 1929 г. получает советское гражданство и работает в 1930-х в Ленинграде. Издает литературу КПФ.
Предположительно в 1940—1941 гг. Элоранта работал в Сортавала, но точных данных об этом нет.